# Janusz Werczyński

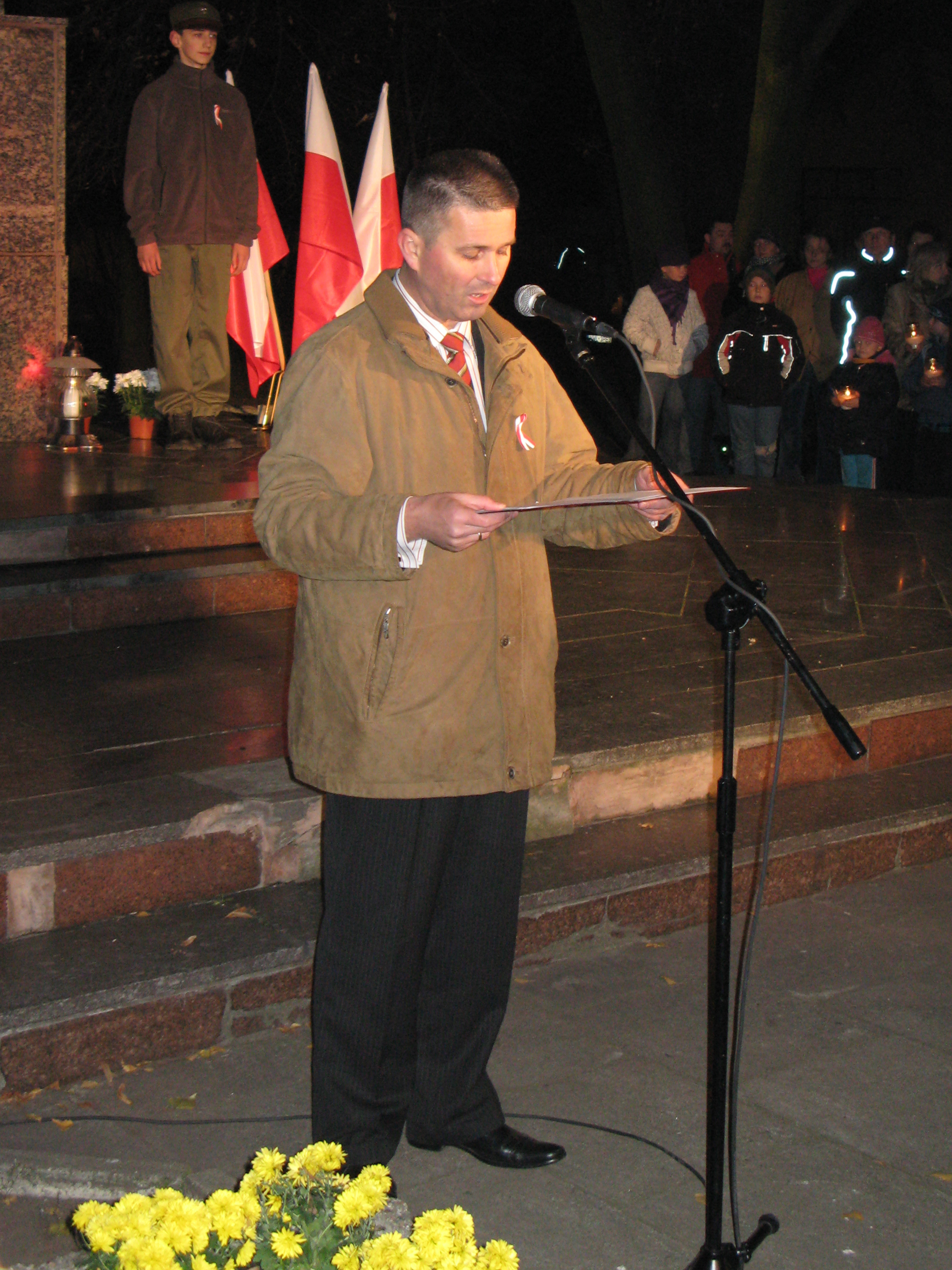
Janusz Werczyński (2008)

Janusz Werczyński (ur. 5 czerwca 1964) – polski polityk samorządowy, burmistrz miasta Marki w latach 1996–2014. Od 2014 przewodniczący rady powiatu wołomińskiego. 

## Życiorys
Ukończył w 1979 Szkołę Podstawową nr 1 w Markach, a w 1983 uzyskał maturę w XX LO im. Bolesława Chrobrego w Warszawie, w klasie o profilu humanistycznym. W 1990 uzyskał tytuł magistra na Wydziale Prawa i Administracji Uniwersytetu Warszawskiego. W latach 1990–1996 był pracownikiem Prokuratury Wojewódzkiej w Warszawie (kolejno jako aplikant, asesor i prokurator). Wpisany na listę radców prawnych prowadzoną przez Okręgową Izbę Radców Prawnych w Warszawie.
Był radnym rady miasta Marki I i II kadencji (1990–1998) oraz radnym rady powiatu wołomińskiego I kadencji (1998–2002). 16 maja 1996 został wybrany na stanowisko burmistrza miasta Marki, które pełnił do 8 grudnia 2014. Od 2006 startował z ramienia komitetów związanych ze Wspólnotą Samorządową Województwa Mazowieckiego (m.in. w 2010 z ramienia KWS). W 2014, startując z ramienia Mazowieckiej WS, przegrał wybory na burmistrza w II turze, jednak uzyskał mandat radnego powiatu i został przewodniczącym rady.
Jest fundatorem Fundacji „Marki – Kazachstan”, która w 1999 sprowadziła do Marek polską rodzinę z Kazachstanu. Należy też do kilku organizacji społecznych. W 2013 przystąpił do powstałego wówczas Stowarzyszenia „Republikanie”. W styczniu 2014 został pełnomocnikiem Polski Razem Jarosława Gowina na powiat wołomiński, jednak w wyborach samorządowych w tym samym roku startował ponownie jako bezpartyjny.

## Życie prywatne
Od 1988 żonaty z Beatą z domu Sienkiewicz, z którą ma pięcioro dzieci: Aleksandrę (ur. 1989), Magdalenę (ur. 1990), Piotra (ur. 1998), Macieja (ur. 2000) i Bartłomieja (ur. 2002).